# Мартьянов, Сергей Викторович
Сергей Викторович Мартьянов (род. 19 июня 1954, Нижний Новгород) — советский кинорежиссёр и сценарист, прозаик, публицист, политический деятель.

## Биография
Сергей Мартьянов родился 19 июня 1954 года в городе Горьком (ныне — Нижний Новгород). Отец — Виктор Михайлович Мартьянов (1913—1970) — главный металлург Горьковского авиационного завода, был художественно одарённым и широко образованным человеком. Мать — Маргарита Васильевна Мартьянова (1929 — 2016) работала преподавателем биологии и химии.
Стартовым в творческой карьере Сергея Мартьянова является 1977 год, когда он окончил Высшую школу физиков при МИФИ и ФИАН . В дипломе подпись лауреата Нобелевской премии в области физики Н. Г. Басова, предложение о поступлении в аспирантуру в Физическом институте АН СССР. Но Мартьянов принял собственное решение. Уехал на родину, в Горький. Три года, обязательные по закону, он отработал по специальности сначала в Институте прикладной физики АН СССР, потом на Горьковском авиационном заводе.
В 1980 году Мартьянов поступил во Всесоюзный Государственный институт кинематографии в мастерскую А. Алова и В. Наумова, который окончил с отличием в 1985 году  по специальности режиссер художественных кино и телефильмов.
В 1993 году С. В. Мартьянов был принят принят в Союз Кинематографистов СССР (России), в 1999 году вступил в Союз журналистов России, в 2021 году в Союз писателей России.

## Работа в кино
Во время учёбы во ВГИКе (1980—1985) Сергей Мартьянов создал четыре короткометражных фильма: «Юдин» (1982), «Уезд» (1982—84), «Дело жизни Ефима Дзигана» (1984), «Прощай, старый двор!» (1984).
В «Юдине» изначально была заявлена основная для Мартьянова тема семьи. Фильм состоит из одной сцены, в которой отец, смертельно больной человек встречается с сыном Павлом, которого после развода с женой он не видел 20 лет. Роль Юдина в фильме исполнил народный артист СССР Владимир Самойлов. Музыку к фильму написал, тогда студент консерватории им. П. И. Чайковского, ныне профессор консерватории, композитор Юрий Каспаров. Музыка Юрия Каспарова звучит во всех художественных фильмах Сергея Мартьянова.
В фильме «Уезд», созданном по мотивам рассказа Андрея Платонова «Глиняный дом в уездном саду», на Богом оставленной земле происходит встреча пожилого сироты и мальчика-странника. Та же семейная тема, только не в бытовом, как в «Юдине», а в духовно-символическом аспекте. Главную роль исполнил герой театрального андеграунда 1980-х Алексей Зайцев. Получилась эмоционально-экспрессивная, абсурдистская картина, которая не нашла понимания и сочувствия ни у мастеров, ни у руководства ВГИКа. Три года Мартьянов пытался добиться разрешения на перезапись и печать копии фильма. Тщетно.
В экранизации повести Владимира Арро «Прощай, старый двор!» сюжет семейный современный. Родители развелись и разъехались. А сыну, Саше Скачкову, хочется вернуться в старый дом, вернуть то время, когда папа, мама и он были вместе. В этом фильме Мартьянов проявился в качестве режиссёра детского, семейного кино.
В 1985 году по окончании ВГИКа Мартьянов сразу запустился в производство с историко-революционной картиной по сценарию Юлия Карасика и Натальи Синельниковой «Подданные революции» (1986—1988) на Свердловской киностудии. Фильм посвящён памяти комиссара Инзенской дивизии Генриха Звейнека, погибшего в 22 года и похороненного на Красной площади. Через стихи Яниса Райниса в фильм вошли ницшеанские мотивы. Влияние Андрея Платонова в фильме чувствуется в исторической трактовке большевизма. Уникальной для отечественного кинематографа является финальная батальная сцена битвы за Луганск, которая снималась длиннофокусной оптикой. В кадре на широком экране мы видим людей, идущих в полный рост, в свете двух солнц и в мареве падающего с неба праха. Это шествие похоже на второе крещение путём погружения в землю. В 1987 году к 70-летию Октябрьской революции режиссёр привёз фильм в Госкино РСФСР. Результат — Мартьянов был отстранён от дальнейшей работы. На основании заключения Госкино РСФСР фильм был перемонтирован и перезаписан без участия режиссёра. В октябре 1988 года в областных центрах страны и столицах на кинотеатрах были расклеены премьерные афиши фильма «Подданные революции», но фильм везде был снят с экрана, то есть афиша была, а кинопоказа не было. Только в Ленинграде картина шла в пяти центральных кинотеатрах. В 1990 году во все конторы кинопроката поступили списки фильмокопий, подлежащих ликвидации, в том числе фильм «Подданные революции».
В 1990 году Мартьянов по сценарию Левиана Чумичёва осуществил экранизацию повести А. Крашенинникова «Убийца». Режиссёр дополнил сюжет возможными ирреальными вариациями событий и тем самым выделил и усилил тему ответственности семьи за преступление, совершенное одним из членов семьи. В главных ролях снимались Владимир Антоник, Елена Борзова, Роман Громадский и Светлана Крючкова. Фильм «Убийца» не типичен для советского и европейского кино. Он создан в индийском эстетическом каноне. Картина гармонично сочетает все восемь чувств-настроений: любви, веселья, горя, гнева, героизма, страха, отвращения, удивления, — которые индусы называют раса. Отсюда непривычная эмоциональная сила фильма. Его сложно классифицировать в жанровом отношении, фильм не привязан к историческому и стилистическому контексту.
В 1993 году Мартьяновым был поставлен фильм «И вечно возвращаться…» по одноимённой повести калмыцкого писателя О.Манджиева о калмыках и советских немцах, переживших депортацию во время Великой Отечественной войны. Основной лейтмотив — все люди и семьи несчастны по-своему, не надо завидовать и сравнивать. Надо понимать друг друга, так, как это умеют дети. В картине убедительно реконструировано послевоенное время. Фильм о советской сталинской России сделан в неореалистической стилистике, что делает его более достоверным и правдивым. В 1994 на XVI Московском международном фестивале фильмов для детей и молодёжи фильм получил приз председателя жюри фестиваля Т.Гуэрры.
В середине 1990-х на Свердловской киностудии производство игровых фильмов практически прекратилось. В 2000-2015-х режиссер активно работал в неигровом кино, по своим сценариям создал более 60-ти фильмов, в том числе «Тенгрианство. Религия Атиллы и Чингисхана» (о до мусульманских духовных корнях тюркских народов), «А был ли мальчик…» (об ответственности интеллигенции за последствия перестройки), «Военная тайна» и «Человек из стали» (о предприятии «Уралвагонзавод» и его коллективе), «Дух barocco» (о тобольских косторезах). Это авторское кино, в котором есть нравственная и политическая позиция.

## Замыслы и проекты
В 1995 году на стадии режиссёрской разработки был закрыт художественный фильм Сергея Мартьянова по сценарию Леонарда Толстого «Чёрные хризантемы». Это был детектив о политической борьбе внутри ЦК КПСС и трагической роли КГБ СССР в разрушении советской экономической и политической системы, основанный на реальных уголовных делах и фактах. Центральным эпизодом сценария была история финансовой интервенции, нелегального ввоза на территорию СССР громадного объёма наличной валюты.
Мерой творческих амбиций Мартьянова можно назвать его нереализованный сценарий художественного фильма по роману Андрея Платонова «Чевенгур» (издан в СССР полностью в 1988). Ключ к роману он нашёл в сцене гибели главного героя романа «этичного парня» Александра Дванова и его чудесного спасения. Эту сцену он вынес в пролог фильма и построил повествование, как второе житие спасённой Богом и страждущей земного рая души.

## Преподавание и литературная деятельность
Писать Сергей Мартьянов начал в 20 лет, работает не систематически, публикуется в периодике. Пишет художественную прозу, эссе, исторические статьи, политическую публицистику, рецензии, сценарии. Характерными для автора работами являются эссе «Липкая Бумага», историческая статья «6889 год. Куликово поле», политическая публицистика «Соло третьей скрипки, или конец политической многоукладности», фантастическая повесть «Вышел дьявол из тумана…», сценарий «Чевенгур». Литературная деятельность Сергея Мартьянова мотивирована стремлением к полной самореализации. Он описывает литературные, художественные, исторические и реальные миры так, как он их чувствует и понимает, как свою Вселенную, в которой нет места тотальному смыслу, глобальному порядку и коммерческой конъюнктуре. С 2014 по 2021 гг. Сергей Мартьянов подготовил к печати и опубликовал 6 книг, в которых представлены старые и последние работы. Опорой этого собрания является исторический роман «Виктор и Маргарита» и том «Избранные произведения».
В авторском курсе лекций Сергея Мартьянова «История отечественного кино» история кинематографа представлена как отражение череды потрясений, испытаний и подъёмов национального сознания русского и советских народов.
В курсе лекций «История изобразительного искусства. 25 веков» прослеживается история развития и взаимодействия античного и библейского духовных потоков в европейской и русской художественной культуре.
В авторском курсе «Философия современного искусства» описывает переход индустриального общества в постиндустриальное, как глобальный процесс, основу которого образует прогрессирующий симбиоз природы, человечества и мира машин. Мартьянов описывает метаморфозу модерна в постмодерн как художественную знаковую систему, отождествляя бытие с языком, как системой отражений небытия.

## Политическая деятельность
В 1993 Сергей Мартьянов нашёл свой выход из тупика, в который попал в результате прекращения производства художественных фильмов на Свердловской киностудии. Он занялся политической деятельностью, участвовал в качестве доверенного лица избирательного объединения «Либерально-демократическая партия России» в первых выборах депутатов в Государственную думу Российской Федерации 12 декабря 1993 года. В апреле 1994 года избран депутатом Екатеринбургской городской думы первого созыва. По предложению депутата Мартьянова в 1994 году Екатеринбургское городское собрание представителей было переименовано в Екатеринбургскую городскую думу. Позже было реализовано и его предложение по совмещению должностей Председателя думы и Главы администрации города.
В 1995 году Сергей Мартьянов возглавил Средне-Уральскую региональную (Свердловскую областную) организацию ЛДПР. В августе 1995 года баллотировался на должность губернатора Свердловской области, в ноябре 1997 года — в депутаты Государственной думы РФ от ЛДПР.
В 2002 С. В. Мартьянов принял активное участие в создании «Народной партии Российской Федерации», делегат учредительного съезда. В 2007 С. В. Мартьянов участвовал в Учредительном съезде партии «Великая Россия».
В качестве руководителя и кандидата Сергей Мартьянов участвовал в семнадцати избирательных кампаниях в Екатеринбурге и Свердловской области. Политической деятельностью в настоящее время не занимается.

## Фильмография
- 1982 — «Юдин» (короткометражный) — семейная драма
- 1982 — «Уезд» (короткометражный) — артхаус, по мотивам рассказа А. Платонова
- 1984 — «Дело жизни Ефима Дзигана» (короткометражный) — биография советского режиссера
- 1984 — «Прощай, старый двор!» (короткометражный) — детский, по мотивам повести В. Арро
- 1988 — «Подданные революции»  — художественный фильм о создании Красной армии и гражданской войне
- 1990 — «Убийца» — художественный фильм, трагедия 1990-х
- 1991 — «Черный парус Стрельца» — биография конструктора экранопланов Р.Е. Алексеева
- 1993 — «И вечно возвращаться…»  — художественный фильм о послевоенном детстве
- 2000 — «Город первооткрывателей» — фильм о нефтяниках города Урай
- 2006 — «Дух barocco» — фильм о мастерстве тобольских косторезов
- 2006 — «Тенгрианство. Религия Аттилы и Чингисхана»  — фильм  духовных традициях и корнях тюркских народов, о тенгрианстве
- 2006 — «Военная тайна» — Нижний Тагил, гигант мирового машиностроения, Уралвагонзавод
- 2007 — «Мы здесь навсегда» — фильм о пионерах морской геологоразведки в Арктике
- 2007 — «Операция: жизнь вместо смерти» — социально-экологические проблемы города Карабаш
- 2008 — «А был ли мальчик?» — дилогия о выдающимся советском (российском) юристе С. С. Алексееве и историке, академике РАН В. В. Алексееве
- 2009 —  «БАЭС: история атомной энергетики страны. 1964-2009»  —  фильм о Белоярской атомной электростанции, Заречный
- 2011 — «Тарусский апогей» —  СКБ КП ИКИ РАН, тарусское приборостроительное подразделение Института космических исследований
- 2011 — «Рождение машины. Добро пожаловать в машину» — Миасс, автомобильный завод «Урал»
- 2012 — «МАГЭ – профессионализм, стабильность и качество» — Мурманск, «Морская арктическая геологоразведочная экспедиция»
- 2015 — «Стрелочник» — портрет А. Б. Козлова, руководителя предприятия «Уралпромжелдортранс»
- 2015 — «Гранит наш» — морская геологоразведочная экспедиция  «Арктика 2014» на НЭС «Академик Федоров»
- 2018 — «Жаннетта и святая Анна» — о гибели арктических экспедиций Д.В. де Лонга и Георгия Брусилова
- 2019  — «Фельдшер бригады скорой помощи» — города и люди на севере Свердловской области